# Калассо, Роберто
Роберто Калассо (итал. Roberto Calasso, 30 мая 1941, Флоренция — 28 июля 2021, Милан) — итальянский писатель и издатель.

## Биография
С отличием окончил классический лицей, написав под руководством Марио Праца работу об иероглифах у Томаса Брауна. Учился в Римском университете, специализировался на английской словесности. В 1962 году вошёл в круг престижного миланского издательства «Адельфи», в 1971-м возглавил его и руководит им до нынешнего дня. С 2004 года преподавал на кафедре сравнительной истории европейских литератур в Оксфорде.

## Творчество
Калассо — переводчик Ницше, Кафки, Карла Крауса.

## Произведения

### Романы
- L’impuro folle / Грязный безумец (1974)
- La rovina di Kasch / Руины Каша (1983)
- Le nozze di Cadmo e Armonia / Бракосочетание Кадма и Гармонии (1988, Европейская премия Шарля Вейонна за эссеистику, 1991, французская Премия за лучшую иностранную книгу года, 1992; иллюстр. изд. 2009)
- Ka / Ка (1996)
- K / К (2002)
- Rosa Tiepolo / Роза Тьеполо (2006)
- La Folie Baudelaire / Безумие Бодлера (2008)[6]

### Эссе
- I quarantanove gradini / Сорок девять ступеней (1991)
- Sentieri tortuosi. Bruce Chatwin Fotografo/ Извилистые тропы. Брюс Чатвин — фотограф (1998)
- La letteratura e gli dèi / Литература и боги (2001, Премия Багутта)
- Cento lettere a uno sconosciuto / Сто писем неизвестному адресату (2003)
- La follia che viene dalle Ninfe / Безумие, насланное нимфами (2005)
- L’ardore / Страсть (2010)

## Публикации на русском языке
- Брак Кадма и Гармонии. Глава из книги // Иностранная литература, 2003, № 8, с.261-271
- Литература и боги. Пер. с итал. А. В. Ямпольской // Издательство Ивана Лимбаха, 2018, с. 248 — ISBN 978-5-89059-346-7
- Искусство издателя / Пер. А. Дунаева. — М.: Ад Маргинем Пресс, 2017. — 160 с. — (Garage Pro). — ISBN 978-5-91103-351-4
- Сон Бодлера / Пер. А. Юсупова и М. Аннинской. — М.: Ад Маргинем Пресс, 2020. — 376 с. — (Garage Pro).